# Elvina Kong
Elvina Kong Yan-yin (chinois traditionnel : 江欣燕) est une actrice et une présentatrice de télévision hongkongaise, née Kong Ho Ling (江好玲) le 6 juillet 1967 à Hong Kong.

## Vie personnelle
Kong a eu une brève relation avec l'acteur Dicky Cheung (en).
Elle est l'épouse de Jackson Ng durant 13 ans. Le couple divorce en 2013.

## Filmographie
- 1988 : Police Story 2
- 1989 : Miracles
- 1989 : The Iceman Cometh
- 1989 : Crocodile Hunter
- 1989 : Funny Ghost
- 1990 : Vampire Settle on Police Camp
- 1990 : The Revenge of Angel
- 1990 : The Other Half
- 1990 : In the Line of Duty 5
- 1990 : The Spooky Family
- 1990 : License to Steal
- 1990 : Family Day
- 1991 : Le Parrain de Hong Kong
- 1992 : Money and Fame
- 1993 : Vampire Family
- 1993 The Buddhism Palm Strikes Back
- 1994 : Right Here Waiting
- 1995 : Two Girls' Faced
- 1995 : Sixty Million Dollar Man
- 1995 : I Want to Live on
- 1996 : Tristar
- 1996 : Forbidden City Cop
- 1996 : Banana Club
- 1997 : Those Were the Days
- 1999 : Hunting Evil Spirit
- 1999 : Lord of Amusement
- 2005 : China's Next Top Princess
- 2006 : Men Suddenly in Black 2
- 2007–2008 : Best Selling Secrets (série télévisée de TVB)
- 2008–2010 : Off Pedder (série télévisée de TVB)
- 2011 : Super Snoops (série télévisée de TVB)
- 2012 : Let It Be Love (série télévisée de TVB)
- 2012 : I Love Hong Kong 2012
- 2013 : I Love Hong Kong 2013
- 2014 : Never Dance Alone (série télévisée de TVB)
- 2016 : Inspector Gourmet (série télévisée de TVB)